# Nicolau María Rubió i Tudurí

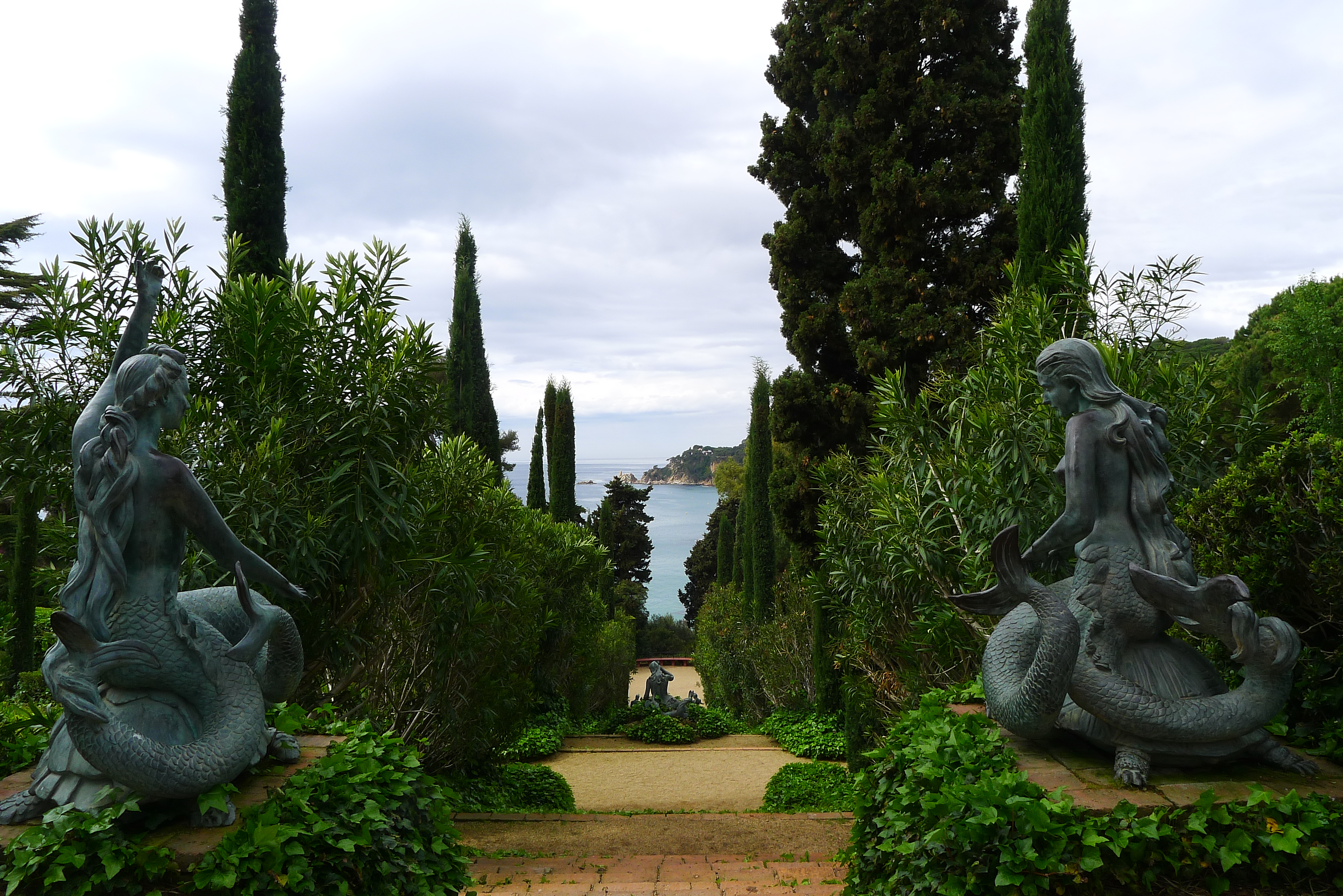
Park v Lloret de Mar.

Nicolau María Rubió i Tudurí (5. února 1891, Menorca – 4. května 1981, Barcelona) byl architekt, zahradní architekt , urbanista a spisovatel, původem z města Menorca.

## Život
Byl syn vojáka Mariana Rubia i Bellver a synovec architekta Joana Rubia i Bellver. V roce 1915 dokončil studia na vysoké škole L'Escola d'Arquitectura de Barcelona a titul získal 13. března 1916. Studoval pod vedením osobností jako Francesc d'Assís Galí a Jean Claude Nicolas Forestier.
Již v roce v roce 1917 zahájil svou kariéru jako profesor architektury na výtvarné škole Escola Superior dels Bells Oficis a jako ředitel veřejných zahrad v Barceloně. Tři roky na to, v roce 1920, byl jmenován tajemníkem Ciutat-Jardí, kde spolupracoval s Jean Claude Nicolas Forestierem na realizaci parku Montjuïc a v roce 1925 navrhl první park v Katalánsku, na náměstí Francesca Macià v Barceloně. V roce 1922 se podílel na úpravě vzhledu Ràdio Barcelona v Tibidabo. V Katalánsku prosazoval trendy zaváděné Le Corbusierem.
V roce 1932 se účastnil prvního sjezdu katalánsky hovořících architektů, kde bylo řešeno plánování politiky urbanismu. Založil zahradu Viver de Can Borni, která se nachází v blízkosti Tibidabo, pro rostliny z celého světa, inspirovanou nejobdivovanějšími zahradami, jako je třeba Alhambra v Granadě. Byla kompletně zrekonstruována v roce 2006.
V roce 1932 vláda Katalánska, zadala projekt územního plánování pro tento region a Nicolau María Rubió i Tudurí se svým bratrem Santiago Rubio Tuduri zpracoval územní plán pro Katalánsko. Současně s tím se v roce 1934 podílel na stavbě budovy Metro Goldwyn Mayer v Barceloně. Také publikoval články o architektuře, reklamě a urbanismu. Poté, co bylo dosaženo separátního míru s Itálií se Katalánsko stává neutrální zónou. Během španělské občanské války pobýval v exilu v Paříži. 23. června 1938 v Londýně vystupoval jako delegát vlády Katalánska pod vedením prezidenta Josep Maria Batista i Roca a dosáhl příměří podepsaného katalánskými separatisty a zástupci fašistického Španělska pod vedením diktátora Franka. Z exilu se vrátil v roce 1946 a od té doby až do své smrti působil výhradně v soukromém sektoru.
V roce 1978 v Barceloně, plánoval a provedl úpravy zahrady v přední části severní fasády kostela Sagrada Familia, která byla otevřena šest měsíců po jeho smrti.

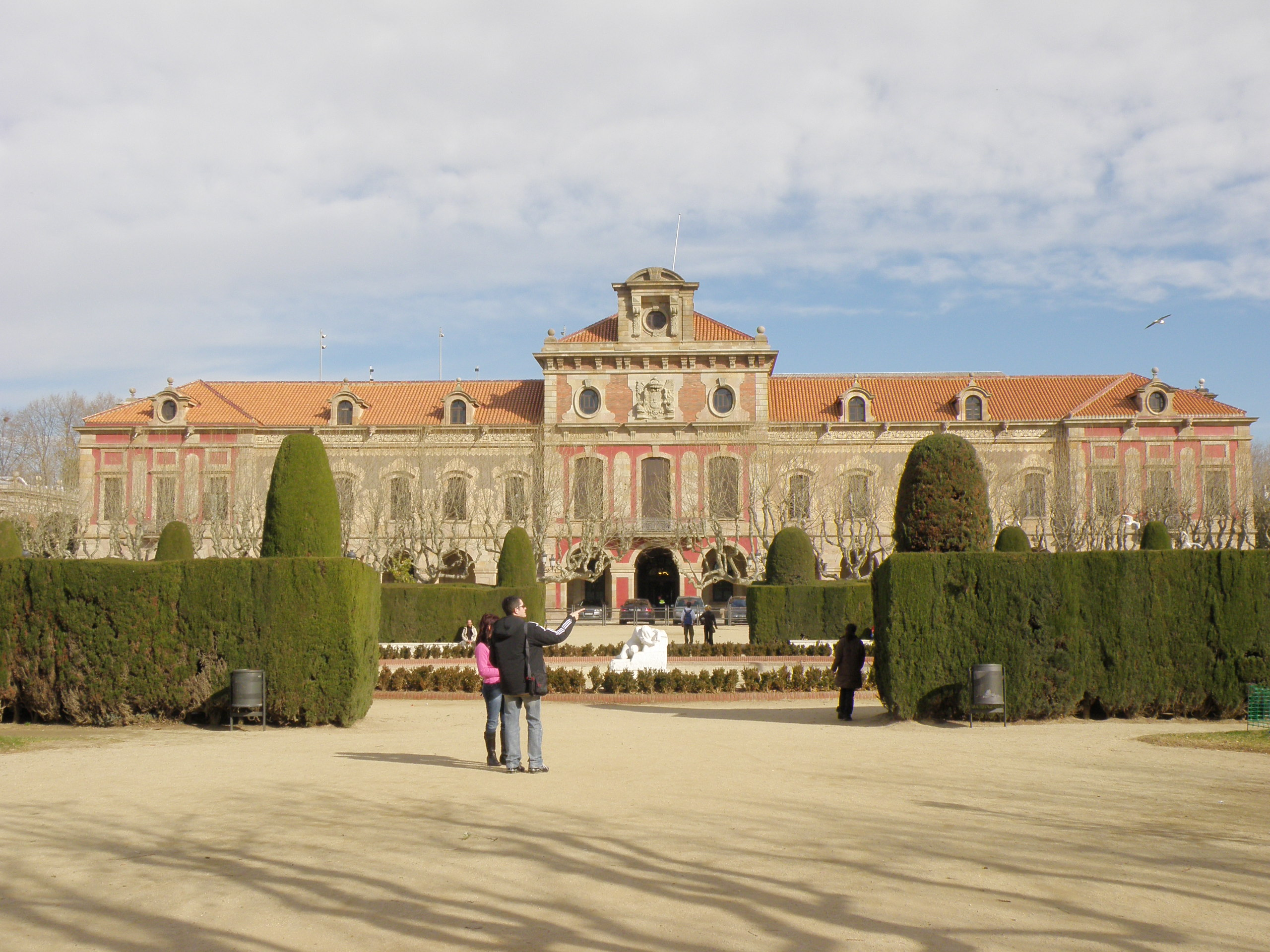
Park vytvořený architektem Nicolau María Rubió i Tudurí v Barceloně.

## Zahrady a parky
- Montjuïc - spolupráce s Forestierem, 1915 a 1923.
- Zahrady před katalánským parlamentem (1916-1917)[3]
- Els jardins de Santa Clotilde v Lloret de Mar (1919)
- Pedralbes - zahrady královského paláce (1927)[3]
- Viver de Can Borni, v blízkosti Tibidabo (1929)
- Turó Park v Barceloně (1933)

## Knihy
- Jardines de Barcelona (1929)
- El jardí meridional (1934)
- Diàlegs sobre l'arquitectura (1927) (přepracovaná pro Quaderns Crema, 1999)
- Cacera en el no-res (1954)
- Un crim abstracte o el jardiner assassí
- No ho sap ningú (1961)
- Caceres a l'Àfrica tropical (1926)
- Sahara-Níger (1932)
- Viatges i caceres a l'Àfrica negra (1960)
- Un sospir de llibertat (1932), divadelní hra
- Ulisses a l'Argòlida (1962), divadelní hra